# Paulo Galo
Paulo Roberto da Silva Lima, conhecido como Paulo Lima Galo, Paulo Galo ou Galo de Luta (São Paulo, 21 de março de 1989), é um motofretista, ativista e artista de rap brasileiro que tem se destacado no Brasil e no exterior como militante do movimento social de trabalhadores em aplicativos durante o início da pandemia de Covid-19 no Brasil em 2020.
Paulo Galo é uma das principais lideranças do precariado brasileiro, sendo líder do movimento social de trabalhadores de aplicativos Entregadores Antifascistas, grupo responsável por articular o Breque dos Apps em julho de 2020 e também é um dos integrantes do coletivo Revolução Periférica, responsável pelo controverso episódio do incêndio da Estátua de Borba Gato em julho de 2021.

## Biografia
Paulo Roberto da Silva Lima nasceu em São Paulo, em 21 de março de 1989, filho de um casal de floristas nordestinos oriundos da Bahia que migraram para São Paulo e que se estabeleceram na periferia da capital paulista. Durante a sua infância, Paulo Lima auxiliava seus pais na procura de flores em uma serra situada nas proximidades de Santos.
Desde a infância, Paulo Lima tem vivido em diversos bairros periféricos de São Paulo, situados na Zona Sul, como é o caso da favela do Sapé, do Campo Limpo, e do Parque Laguna, e os situados na Zona Oeste, como o Jardim Guarau, vivência que ajudou na formação de sua personalidade e na sua conscientização acerca dos problemas sociais que atingem a população negra e pobre da periferia paulistana.
Após presenciar um episódio de aporofobia, racismo, xenofobia e violência policial envolvendo o seu pai, ainda durante a sua infância, Paulo Galo se revoltou com a agressão injustificada praticada por policiais militares contra seu genitor e, então, decidiu canalizar sua revolta para a arte, vindo a se tornar artista de rap (rapper).
Durante a adolescência, Paulo Lima avançou no seu projeto de ser artista de Rap, o que contribuiu para a sua politização, ao ler diversas obras para buscar inspiração em suas composições, tais como livros que narravam a luta do ativista estadunidense Malcolm X, o livro As Veias Abertas da América Latina, do escritor uruguaio Eduardo Galeano, uma biografia do revolucionário argentino Che Guevara. Além dessas leituras, ele também teve contato com obras musicais, como o álbum A Peste Negra do Nordeste, do grupo de rap maranhense Clã Nordestino. Todas estas obras literárias e musicais forneceram para ele conceitos que até então lhe eram estranhos, como o de comunismo, luta de classes, anti-imperialismo e soberania nacional.
O apelido "Galo" foi atribuído devido ao uso pouco usual de uma moto esportiva CBX 750F, também conhecida como "Sete Galo", para fazer entregas.
De acordo com Galo, o movimento hip hop acabou sendo a principal fonte de formação intelectual, crítica social e conscientização política. Nesta época, ele passou a compor e cantar músicas desse estilo musical. 

## Ativismo político
De acordo com o sociólogo brasileiro Tiaraju Pablo D'Andrea, professor na Universidade Federal de São Paulo (UNIFESP), o pensamento e práxis de Paulo Galo o coloca na condição de um intelectual orgânico da classe trabalhadora e periférica, cuja formação extra-universitária foi forjada pela experiência da vida cotidiana e da cultura da periferia paulistana, com destaque para o movimento hip hop., é filiado no Partido Mobilização Nacional desde 2020.
Paulo Galo é um dos críticos do processo de uberização que atingem os trabalhadores de aplicativos. De acordo com esse ativista, esse processo impõe uma lógica de trabalho por aplicativos digitais que resulta numa espécie de escravidão contemporânea que é reflexo da crise do trabalho marcada pelo crescente desemprego que leva as pessoas a recorrerem formas precarizadas de prestação de serviços. Enquanto isso, as plataformas digitais se aproveitariam do fato de apenas efetuarem a conexão entre as empresas que fornecem bens e os consumidores, sendo os trabalhadores cadastrados definidos como "parceiros”, uma falsa igualdade que faz com que essas plataformas se eximam de qualquer responsabilidade, sendo os gastos derivados do exercício das atividades arcados pelos próprios motofretistas.

### Entregadores Antifascistas
Na condição de motociclista entregador (motofretista ou motoboy) por meio de plataformas de aplicativos, Paulo Lima "Galo" começou a desenvolver o seu ativismo político e sindical ainda no ano de 2020, quando essa classe de trabalhadores passou a ter uma elevação de sua carga de trabalho por causa das medidas de isolamento social adotadas durante a pandemia de Covid-19 no Brasil, sem que esse aumento de trabalho resultasse em quaisquer melhorias nas condições trabalhistas destes entregadores de aplicativos. Esta desigualdade nas relações de trabalho entre os motociclistas e as plataformas de aplicativos contribuiu para o surgimento do movimento social de trabalhadores, em que Paulo Galo se destacou como uma de suas principais lideranças.
Este movimento social de trabalhadores recebeu o nome de Entregadores Antifascistas, visto que ele surgiu no contexto dos protestos e manifestações que foram realizados ao longo de 2020 pedindo a saída do presidente Jair Bolsonaro, que por inúmeras vezes negou a gravidade da pandemia causada pelo Coronavírus e, de acordo com parte da opinião pública, não realizou esforços suficientes para garantir condições econômica mínimas para a população durante a pandemia. A mais conhecida destas mobilizações foi o famoso Breque dos Apps de 10 de junho de 2021, em que foram reunidos diversos motofretistas que paralisaram suas atividades para reivindicar melhores condições de trabalho.

### Revolução Periférica
Em 28 de julho de 2021, juntamente com Danilo Oliveira "Biu", Paulo Lima Galo se apresentou espontaneamente à 11º Delegacia de Polícia, situada em Santo Amaro para assumir a autoria do incêndio da estátua de Borba Gato ocorrido em 24 de julho de 2021 com o propósito de realizar um ato simbólico de natureza política para debater o papel dos bandeirantes no genocídio de populações indígenas e negras. Danilo acabaria sendo liberado, enquanto Galo acabou sendo preso.
À imprensa na época, Paulo "Galo" declarou que tinha o objetivo de "abrir um debate", sem pretensões de machucar qualquer pessoa ou causar pânico, pois o que se pretendia era provocar nas pessoas uma reflexão para que elas decidissem "se querem ter uma estátua de 13 metros de altura que homenageia um genocida e um abusador de mulheres".
Galo ficou preso durante 14 dias, tendo sido posto em liberdade em 11 de agosto de 2021, após decisão do Superior Tribunal de Justiça (STJ) que havia concedido uma liminar em um habeas corpus ajuizado pela defesa de Paulo Galo em 5 de agosto de 2021.

## Atuação como cantor e compositor de rap
Desde a adolescência, Paulo Galo buscou se desenvolver como artista de rap, tendo participado de vários movimentos de hip hop que aconteciam na periferia de São Paulo. Entre os eventos que ele participava estava a Cooperifa, um sarau de poesias que acontecia nestes espaços alternativos, no qual Galo foi levado pelo Du Guetto, pelo Gato Preto e por outros artistas e envolvidos com a cena rapper.

## Ataques sofridos
Uma reportagem da Agência Pública datada de março de 2022 informou que, após analisar uma série de documentos, fotos e relatos, teria descoberto que a plataforma digital iFood tinha desenvolvido uma "máquina oculta de propaganda" com o objetivo de desacreditar lideranças motoboys e sabotar a organização dos entregadores por melhores condições de trabalho. Este mecanismo envolvia a contratação de agências de publicidade que utilizavam táticas que levam a uma desinformação do público em geral, por meio da criação de memes, páginas e perfis falsos (trolls) nas redes sociais, além de infiltrar agentes em manifestações para espionar ou sabotar as atividades. De acordo com o designer Gus Kondo, que analisou esses episódios à luz do design, as táticas adotadas pela citada corporação reproduziam os métodos adotados pelo FBI para desarticular movimentos sociais que estavam ativos nos Estados Unidos dos anos 1956 a 1971, com destaque para o Partido dos Panteras Negras e para o Movimento dos Direitos Civis.
Em 15 de fevereiro de 2023, durante o período de seis da manhã ao meio-dia, Paulo Galo foi vítima de violência policial ao ser parado enquanto pilotava sua moto sem capacete. Durante esta abordagem, os agentes de segurança pública vinculados ao Estado de São Paulo teriam excedido no uso da força, não somente empregando-a de forma desproporcional diante da situação, como ainda teriam executado supostos atos de tortura, que teriam resultado em lesões no braço do ativista.

## Controvérsias

### Incêndio da estátua de Borba Gato e prisão
Em 24 de julho de 2021, o movimento Revolução Periférica por meio de seus membros Paulo Galo, líder dos Entregadores Antifascistas de São Paulo) e Danilo Oliveira "Biu" realizou um ato simbólico de natureza política ao incendiar a Estátua de Borba Gato com o propósito de promover um debate sobre o papel dos bandeirantes no genocídio indígena e negro no estado de São Paulo. Mesmo tendo se apresentado voluntariamente à polícia, Galo acabou sendo preso, enquanto Biu foi liberado.
No curso dos acontecimentos, a mulher de Paulo Galo, Géssica Barbosa, que não havia participado do ato e é mãe de uma criança, também filha do Galo, acabou sendo presa a pedido da Polícia Civil de São Paulo, somente sendo liberada após passar dois dias na prisão.
Discordando dessa ação, o escritor Eduardo Bueno afirma que quem participou da destruição das missões jesuíticas e do aprisionamento em larga escala dos Guaranis - povo mais afeito ao trabalho agrícola - foi o sogro de Borba Gato, Fernão Dias. "Os índios da região de Minas Gerais, onde Borba Gato circulava, eram os chamados 'índios de língua travada', os índios não Tupis, que você não conseguia reduzir à escravidão com lucro efetivo. Ele [Borba Gato] já tinha desistido de escravizá-los, mas não por uma questão de bondade ou não porque os bandeirantes não escravizavam, mas porque ele não via utilidade em escravizá-los. [...] Circunstancialmente, ele não precisou escravizar índios. Ele estava lá por uma busca mineral". Eduardo Bueno também chamou o ato de vandalismo: "além de queimar estátua ser uma coisa estúpida por si, ainda por cima queimaram a estátua errada (...) O Borba Gato não foi um caçador de índio (...) Sou totalmente contrário ao vandalismo e ao ataque aos monumentos".
Sobre o fato de ter repercutido que um empresário irá pagar a reforma da estátua, a historiadora Deborah Neves, doutora em História pela Unicamp, disse que "esse apego à memória dos bandeirantes também tem a ver com um componente xenófobo, de construção de uma identidade de que São Paulo é maior que o resto, do que o próprio país". Ainda segundo a historiadora, "vamos continuar permitindo essa interrupção do debate enquanto a gente trata isso como um dano ao patrimônio e não como em um momento de se pensar a quem a nossa sociedade continua prestando homenagens".

### Furto de entregas do iFood
Em 30 de dezembro de 2023, Paulo Galo confessou em uma postagem nas redes sociais que furtava as refeições que ultrapassavam o valor de 500 reais enquanto trabalhava como entregador para a plataforma iFood.
Segundo o militante, essa prática de furto era justificada pelo fato de considerar um “desaforo” entregar refeições com valores superiores ao orçamento mensal que sua família dispunha para compras no supermercado.